# Nina Byers
Nina Byers (19 de enero de 1930 – 5 de junio de 2014) era una física teórica, profesora de investigación y profesora emérita de física en el Departamento de Físicas y Astronomía de la Universidad de California, en Los Ángeles (UCLA)

## Contribuciones
Byers se licenció por la Universidad de California, Berkeley, en el año 1950, y recibió un doctorado de la Universidad de Chicago en el año 1956.
Byers realizó los análisis fenomenológicos de observaciones experimentales que propiciaron adelantos teóricos en la física de partículas y en la teoría de la superconductividad.
Además de artículos científicos, Byers publicó y editó un libro sobre las importantísimas contribuciones de las mujeres durante el siglo XX, en el campo de la física moderna. Desarrolló, además, el sitio web Contributions of 20th Century Women to Physics (página web CWP), que documenta las aportaciones a la física de más de 80 mujeres físicas a lo largo del siglo XX. Más tarde, junto con Gary Williams, editó un libro basado en los datos de la página web que describe las contribuciones científicas y las vidas de las mujeres, en el campo de la física, durante el siglo XX.

## Trabajos

### Publicaciones científicas seleccionadas
- Theoretical Considerations Concerning Quantized Magnetic Flux in Superconducting Cylinders. Bibcode:1961PhRvL...7...46B. doi:10.1103/PhysRevLett.7.46., N.; , C.  , , , , pág.  :  : 10.1103/PhysRevLett.7.46.
- Relativistic effects in heavy-quarkonium spectroscopy. Bibcode:1983PhRvD..28.1692M. doi:10.1103/PhysRevD.28.1692., Richard; Byers, Nina  , , , , pág.  :  : 10.1103/PhysRevD.28.1692.
- Nina Byers, "Einstein and Women", APS News Jun 2005.
- Nina Byers, "Physicists and the 1945 Decision tono Drop The Bomb", CERN Courier Oct 2002. (e-Print Archive: physics/0210058)
- Nina Byers, Fermio and Szilard" in ed. James Cronin (ed) Fermio Remembered, U. of Chicago Press 2004 (e-Print Archive: physics/0207094)
- Nina Byers, "E. Noether's Discovery of the Deep Connection Between Symmetries and Conservation Laws" Invited talk in Symposium donde the Heritage of Emmy Noether, Ramat-Gan, Israel, 2-4 Debo de 1996. 'Israel Mathematical Conference Proceedings Vol. 12, 1999 (e-Print Archive: physics/9807044)

### Libro
- Out of the Shadows: Contributions of Twentieth-Century Women to Physics. Cambridge: Cambridge University Press, 2010. ISBN 9780521169622.[6]